# Joan Sureda Pons
Joan Sureda Pons (Barcelona, 1949) es un historiador del arte y museógrafo español, autoridad en arte medieval, que recientemente se centra en los contenidos y nuevas metodologías de estudio del arte moderno.
Dirigió el Museo Nacional de Arte de Cataluña (MNAC) entre 1986 y 1991, periodo en el que se culminaron las obras de rehabilitación y adaptación de su sede (el Palacio Nacional) y se catalogó toda la colección. Su propuesta museística integral incluía la creación de centros de investigación y restauración. Fue sustituido en el cargo por Xavier Barral.
Ha sido profesor de historia del arte en la Universidad del País Vasco, la Universidad de Sevilla y la Universidad Complutense de Madrid. En la actualidad (2013) lo es en la Universidad de Barcelona. Es miembro de la Real Academia de Bellas Artes de San Fernando (Madrid) y de la Real Academia de Bellas Artes de San Luis (Zaragoza); patrono del Museo Nacional de Escultura (Valladolid) y miembro de los comités científicos del Museo Nacional del Prado (Madrid) y la Fondazione Memmo Ruspoli (Roma). 

## Obras
- El Romànic Català. Pintura, 1975
- El Gòtic Català. Pintura. I, 1977
- La pintura romànica a Catalunya, 1981
- La pintura románica en España, 1985
- La pintura gòtica catalana del segle XIV, 1989
- Jaume Huguet, el capvespre d’un somni, 1994,
- Darreres manifestacions [coord.] en L’ art gòtic a Catalunya. Pintura III, 2006